# Sandeep Das

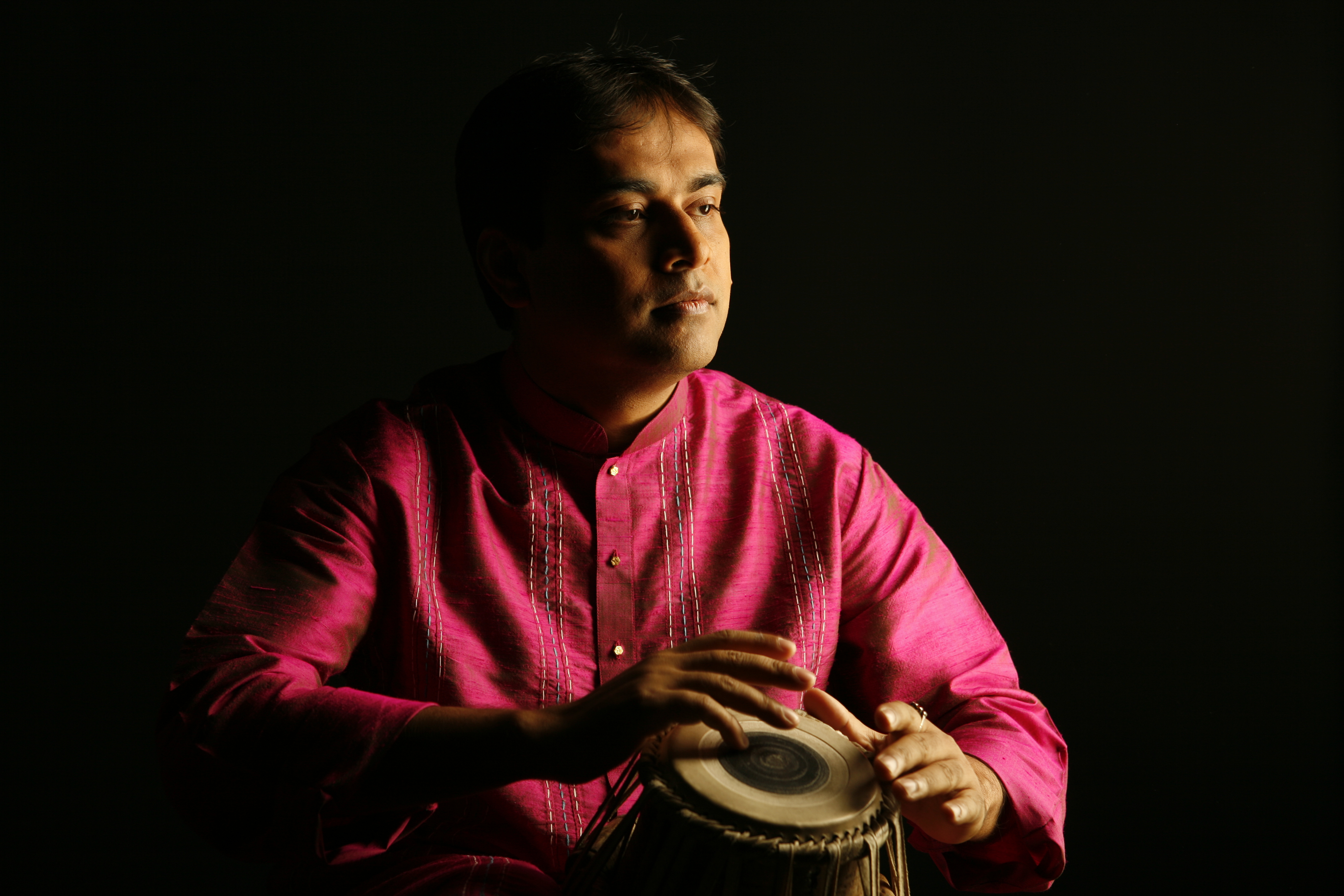
Sandeep Das (2007)

Sandeep Das (* 1970 in Patna) ist ein indischer Tablaspieler.
Nach dem Besuch des Patna College und der Patna University Further studierte Das an der Banaras Hindu University, wo er eine Goldmedaille in englischer Literatur erhielt. Der Schüler des Tablameisters Kishan Maharaj begann achtjährig Tabla zu spielen und trat bereits ein Jahr später mit dem Folksänger Bill Crofut in Indien auf. Sechzehnjährig arbeitete er mit Ravi Shankar zusammen und trat mit indischen Musikern wie Amjad Ali Khan, Shiv Kumar Sharma, Hari Prasad Chaurasia, L. Subramaniam und Shujaat Khan zusammen.
Bei seiner ersten Reise ins westliche Ausland trat Das mit Steeldrum-Bands in Trinidad auf. Seit 2000 ist er Mitglied von Yo-Yo Mas Silk Road Ensemble mit dem er u. a. in der Carnegie Hall, dem Lincoln Center, der Royce Hall, im Concertgebouw, der Queen Elizabeth Hall, der Hollywood Bowl und der Petronas Tower Hall in Malaysia auftrat. Außerdem leitet er das HumEnsemble mit dem Flötisten Rajesh Prasanna, dem Perkussionisten Suchet Malhotra, dem Gitarristen Ahsaan Ali, dem Keyboarder Indrajit Dey und der Sängerin Lavanya Sundaram. Insgesamt umfasst seine Diskographie mehr als dreißig Alben.
2001 führte er eine Komposition Kayhan Kalhors mit dem New York Philharmonic Orchestra unter Leitung von Kurt Masur auf. 2004 und 2009 trat er bei dem Proms in der Royal Albert Hall auf. Ein Album mit Kayhan Kalhor und Shujaat Khan erhielt 2005 eine Grammy-Nominierung, das Album Off the Map wurde 2010 für den Grammy als Best Classical Crossover Album nominiert. Das’ Komposition Shristi wurde 2006 in der Carnegie Hall uraufgeführt. 2008 trat er beim Tag der Vereinten Nationen im UN-Hauptquartier auf.